# M.O.P.
M.O.P. er en rapgruppe fra Brownsville, Brooklyn, New York, USA. Gruppen er bl.a. kendt for nummeret "Cold As Ice" som blev et stort hit i USA.[kilde mangler]

## Diskografi
- To the Death (1994)
- Firing Squad (1996)
- First Family 4 Life (1998)
- Warriorz (2000)
- Foundation (2009)
- Sparta (2011) (med Snowgoons)